# Пуерто Принсеса
Пуерто Принсеса (на тагалог: Lungsod ng Puerto Princesa; на испански: Ciudad de Puerto Princesa) е най-големият и главен град на остров Палаван – третият по големина остров на Филипини. Градът е главно пристанище на острова, името е остатък от испанското колониално присъствие. Населението на града през 2015 година e 255 116 души, а територията – 2400 km², което го прави вторият най-голям град по територия във Филипините, след Давао.